# Endava
Endava este o companie globală cu sediul central în Londra, specializată în soluții tehnologice și servicii de consultanță pentru clienți din diverse industrii. Cu o prezență extinsă în peste 30 de țări din Europa, America de Nord, America Latină și Asia-Pacific, Endava oferă o gamă variată de servicii, inclusiv consultanță, dezvoltare de software, gestionare a produselor digitale și servicii de inginerie IT.
Număr de angajați:
- 2014: 1.400 [3]
- 2011: 600 [4]
- 2009: 500 [5]

Cifra de afaceri:
- 2013: 25,7 milioane de euro [6]
- 2010: 33 milioane euro [7]
- 2008: 21 milioane euro [8]

## Istoric
Endava este alcătuită din două companii fondatoare; Concise, înființată în 2000 în Londra și Compudava, înființată în același an în Chișinău, Moldova. Companiile au fuzionat pentru a forma oficial Endava Group.

### Repere
- În iunie 2015, Endava a achizițioant Power Symbol Technology, sau PS Tech, cu sediul în Belgrad, Serbia[9];
- În octombrie 2015, Endava a achiziționat Nickel Fish Design LLC, sau Nickelfish, o agenție axată pe design, cu sediul în New Jersey[10];
- În septembrie 2016, Endava a achiziționat Integrated Systems Development Corporation sau ISDC, cu sediul în Olanda, care era deja parțial prezentă în România și Bulgaria cu unități de livrare și birouri pentru clienți în Olanda[11].
- În decembrie 2017, Endava a achiziționat Velocity Partners, o companie de dezvoltare de software agile cu sediul în Statele Unite și centre de livrare în America Latină[12].
- În iulie 2018, Endva începe comerțul cu Bursa de stocuri de la New York prin intermediul ofertei publice inițiale[13].
- În octombrie 2018 Endava începe un parteneriat strategic cu Bain & Company[14].
- În aprilie 2019, Endava este numită partener principal al FinTech Alliance, lansată de guvernul UK pentru a furniza o piață globală de finetech[15].
- În iunie 2019 Endava deschide două nouă centre de software în Timișoara și Brașov în România[16]
- În aprilie 2021, Endava a achizitionat Levvel LLC[17].

## Endava în România
Prima companie din România membră a grupului britanic este firma Endava din Cluj-Napoca, înființată în anul 2006 ca urmare a fuziunii prin absorbție cu firma clujeană Alfa Global Solutions (AGS), furnizor de soluții IT.
AGS este o companie înființată în 1997 și avea la momentul achiziției un număr de 60 de angajați.
În anul 2008, produsul Equitas al companiei Endava deținea 60% din piața soluțiilor de software pentru fonduri mutuale, fonduri de pensii și bănci depozitare.
Număr de angajați în 2011: 310
Cifra de afaceri în 2008: 3 milioane euro

## Premii
- În 2014, Endava a câștigat cea de-a 20-a gală anuală a premiilor IT Service & Support organizată de Service Desk Institute.
- În 2014, a prezentat în Top 100 Agenții Digitale Econsultancy în câțiva ani consecutivi, un ghid pentru primele agenții digitale din Marea Britanie[19].
- În 2017, Endava s-a clasat pe locul 7, conform numărului de angajați, în lista Financial Times 1000 a celor mai rapide companii din Europa[20].
- În 2017, Endava a fost recunoscută drept companie a anului ITO, la Gala Premiilor de Outsourcing din România pentru Excelență.
- Endava a fost desemnată Compania Anului la gala premiilor ANIS România 2018.[21]
- În 2018, compania a fost, de asemenea, recunoscută pe locul 22 în The Sunday Times HSBC International Track 200 și clasată pe locul 4 după numărul de angajați, printre primele 2% dintre companiile cu cel mai mare număr de angajați din Marea Britanie în aceste clasamente.
- Compania a fost prezentată în IAOP Global Outsourcing 100, furnizori de servicii de externalizare timp de 3 ani consecutivi (2015 - 2018).[22]